# Jeanette MacDonald

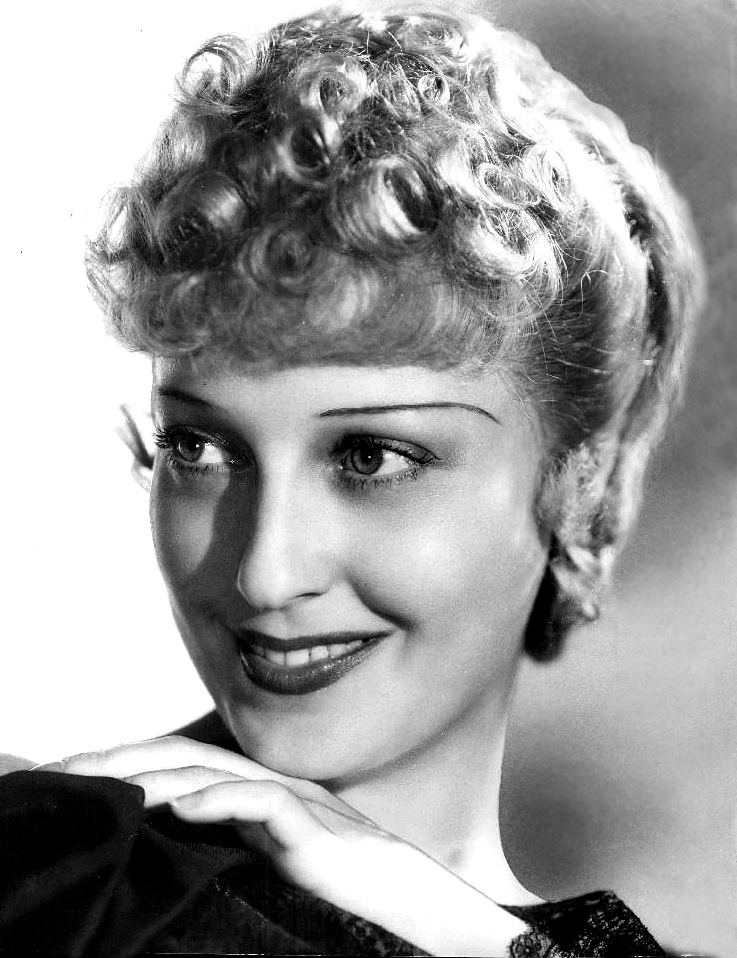
Jeannette MacDonal (1934)

Jeanette Anna MacDonald (Philadelphia (Pennsylvania), 18 juni 1903 - Houston (Texas), 14 januari 1965) was een Amerikaans actrice.
Ze is geboren in Philadelphia als dochter van Daniel MacDonald en Anna May Wright en was Welsh, Engels en Nederlands. Toen ze zes jaar was, zong ze Old Mother Hubbard in een opera. Toen ze 16 jaar was ging ze naar Broadway om haar zus te zien optreden en kreeg een auditie aangeboden. Ze won de rol en stond niet veel later ook op Broadway. Vanaf 1929 ging ze in films spelen.
In 1934 kreeg ze een contract bij MGM. In 1937 trouwde ze met acteur Gene Raymond, haar echtgenoot tot haar dood. Ze stierf in 1965 aan een hartaanval.

## Filmografie
- Biblioteca Nacional de España: XX848680
- Bibliothèque nationale de France: cb13757145r (data)
- Gemeinsame Normdatei: 119403277
- International Standard Name Identifier: 0000 0001 1557 0637
- Library of Congress Control Number: n50041961
- Nationale Bibliotheek van Letland: 000137257
- MusicBrainz: d3c50716-db52-4d7a-8098-9f5fe46ddfcf
- National Archives and Records Administration: 12004931
- Nationale Bibliotheek van Tsjechië: xx0181795
- Nationale Bibliotheek van Israël: 987007574550805171
- Nationale Bibliotheek van Polen: a0000001683004
- Nederlandse Thesaurus van Auteursnamen: 303710381
- SNAC: w6378cpq
- Système universitaire de documentation: 066911028
- Trove: 1016014
- Virtual International Authority File: 69111652
- WorldCat: E39PBJwHfMPMmcpPT9JrRfRYfq